# Ирина Македонска
Вижте пояснителната страница за други значения на Света Ирина.
Ирина Македонска (на гръцки: Αγία Ειρήνη) е християнска светица, почитана като великомъченица (първата жена в този ранг на светостта). Почита се както от православната, така и от католическата църква на 5 май.

## Житие
Липсват исторически източници за живота на Ирина, информацията за нея се базира предимно на предания.
Родена е с името Пенелопа в семейството на Лициний, владетел на областта Мигдония, Македония през I век н.е. Родителите ѝ били езичници. Баща ѝ построил отделен дворец за нея, където тя живеела с учителката си Кария. Пенелопа получила добро образование, като един от учителите ѝ бил Апелиан, който тайно изповядвал християнството и я убедил да приеме новата религия. Пенелопа била покръстена от Тимотей Ефески, ученик и придружител на апостол Павел, под името Ирина (от гръцки: мир).
Когато баща ѝ решава да я омъжи, Ирина измолва време за размисъл и се обръща към своя Бог за съвет. Баща ѝ първоначално приема решението на дъщеря си, но след известно време, според преданието заради машинациите на дявола, Лициний се ядосал и заповядал дъщеря му да бъде хвърлена под копитата на диви коне. Конете, без дадокоснат Ирина, се спуснали срещу самия Лициний, съборили го на земята и го стъпали, ранявайки го тежко. Господ дал на Ирина чудотворна сила, с която тя изцерила баща си. Лициний, след като изпитал върху себе си Божията сила, познал заблужденията си и приел християнството. Около 3000 души се покръстили заедно с него.
Лициний напуснал поста управител на града и дошлият на негово място Седекия започнал гонения срещу християните. Той чул за Ирина и като я повикал при себе си, почнал да я убеждава да се поклони на езическите богове. След като увещанията му останали безполезни, той предал девойката на мъчения, но тя останала невредима.
Твърдостта на светицата, според легендата, обърнала в християнството 10 000 езичници, които били кръстени от апостол Тимотей. Проповядвайки в Мигдония, Ирина не само изцелява болните, но и възкресява един мъртъв младеж. От Мигдония светицата, проповядвайки, се мести последователно в град Калиполис, а след това в Константин и Месемврия. Нейното житие описва многобройните ѝ чудеса и изцеления на болни. Според легендата в Ефес Ирина била уведомена за предстоящата си смърт и, придружена от своя учител-старейшина Апелиан и други християни, стигнала до пещера. Ирина влязла в пещерата и наредила на другарите си да затворят входа ѝ с голям камък. На четвъртия ден, според житието, те бутнали камъка и намерили пещерата празна.
Според предание, разпространено предимно в Русия, Ирина намира своята смърт в град Месмврия (дн. Несебър).

## Света Ирина в католическата църква
В католическия свят почитат Света Ирина от Лече, но за нея се твърди че е живяла през III век н.е. и че е дъщеря на римския император Лициний. Легендата за нея е твърде сходна с тази от православния свят. Според някои исторически източници обаче император Лициний не е имал дъщеря, а само син и е твърде вероятно да става въпрос за друг човек със същото име. 
През XV век, по време на чумната епидемията, света Ирина е покровителка на Лече. След 1656 г. покровител на града става свети Оронций.
Света Ирина е покровителка на град Фраганяно от 300-те години на миналия век. През 1904 г. тя е заменена от свети Антоний Падуански. 

## Тропар
Православната църква я възпява със следния тропар:
| “ | Твойта агница Ирина, Иисусе, зове със силен глас: Тебе, Женише мой, обичам и Тебе търсейки, страдам и се разпъвам и се погребвам с Твоето кръщение, и страдам заради Тебе, за да царувам в Тебе и умирам за Тебе, за да живея с Тебе. Приеми ме като непорочна жертва, защото с любов се пожертвах за Тебе: по нейните молитви, Господи, като милостив, спаси душите ни. | ” |
|   | |   |

## Кондак
| “ | С добротата на девството преукрасена, със страданието си станала прекрасна, Ирино, обагрена с изтеклите твои кърви, си победила прелестта на безбожието, затова си приела почестите на победата от ръката на Твоя Създател. | ” |
|   | |   |